# Dirk Gently - Agenzia di investigazione olistica
Dirk Gently - Agenzia di investigazione olistica (Dirk Gently's Holistic Detective Agency) è una serie televisiva statunitense creata da Max Landis per BBC America e basata sull'omonimo personaggio della saga di romanzi Dirk Gently’s Holistic Detective Agency di Douglas Adams, già autore della Guida galattica per gli autostoppisti. Interpretata da Samuel Barnett nei panni del detective Dirk Gently e Elijah Wood nei panni del suo riluttante assistente Todd. Il trailer della serie ha debuttato al San Diego Comic Con 2016.
La serie ha debuttato negli Stati Uniti d'America il 22 ottobre 2016. Al di fuori di essi, la serie è stata interamente pubblicata l'11 dicembre 2016 dal servizio di video on demand Netflix, che ne ha acquistato i diritti internazionali. La prima stagione è stata girata quasi interamente a Vancouver, nella Columbia Britannica.
La serie segue le avventure di Dirk Gently, un eccentrico detective olistico, e del suo riluttante aiutante Todd Brotzman.
Il 21 novembre 2016 la serie è stata rinnovata per una seconda stagione, composta da 10 episodi ed andata in onda per la prima volta il 14 ottobre 2017.
Il 19 dicembre 2017 BBC America ha cancellato la serie.

## Trama
Dirk Gently - Agenzia di investigazione olistica è una serie che prende diversi generi, come thriller, commedia, fantascienza, fantasy, e li mette tutti insieme riuscendo ad essere leggero, ma mai superficiale.
La serie segue le bizzarre avventure dell'eccentrico detective "olistico" Dirk Gently e del suo riluttante assistente Todd, mentre affrontano un grande e apparentemente insensato mistero, in cui ogni episodio li porterà sempre più vicini all'assurda verità che nessuno si sarebbe mai aspettato. Insieme a loro ci saranno un sacco di personaggi abbastanza strani e relativamente pericolosi, e avranno tutti quanti un ruolo nel caso assegnato a Dirk perché tutto è connesso.

## Episodi
| Stagione         | Episodi | Prima TV USA | Pubblicazione Italia |
| ---------------- | ------- | ------------ | -------------------- |
| Prima stagione   | 8       | 2016         | 2016                 |
| Seconda stagione | 10      | 2017         | 2018                 |

## Personaggi e interpreti

### Principali
- Dirk Gently (stagione 1-2), interpretato da Samuel Barnett, doppiato da Flavio Aquilone: un eccentrico detective olistico che crede che ogni cosa nell'universo sia interconnessa. Fin dall'inizio cerca di farsi Todd amico e assistente.
- Todd Brotzman (stagione 1-2), interpretato da Elijah Wood, doppiato da Davide Perino: il riluttante assistente di Gently, vive un difficile periodo.
- Amanda Brotzman (stagione 1-2), interpretata da Hannah Marks, doppiata da Veronica Puccio: sorella di Todd, soffre di "pararibulite", una malattia che le causa periodicamente allucinazioni terrificanti o dolorose, percepite come reali.
- Bart Curlish (stagione 1-2), interpretata da Fiona Dourif, doppiata da Letizia Scifoni: un'assassina olistica che crede che l'universo le indichi le persone da uccidere.
- Farah Black (stagione 1-2), interpretata da Jade Eshete, doppiata da Monica Bertolotti: era la guardia del corpo del padre di Lydia Spring e collabora con Dirk e Todd per ritrovare Lydia.
- Ken (stagione 1-2), interpretato da Mpho Koaho, doppiato da Daniele Raffaeli: un hacker rapito da Bart.
- Martin, interpretato da Michael Eklund, doppiato da Mirko Mazzanti: leader del gruppo anarchico "Trio Chiassoso".
- Sergente Hugo Friedkin (stagione 1-2), interpretato da Dustin Milligan, doppiato da Giuseppe Ippoliti: un agente governativo sempliciotto che lavora con Riggins.

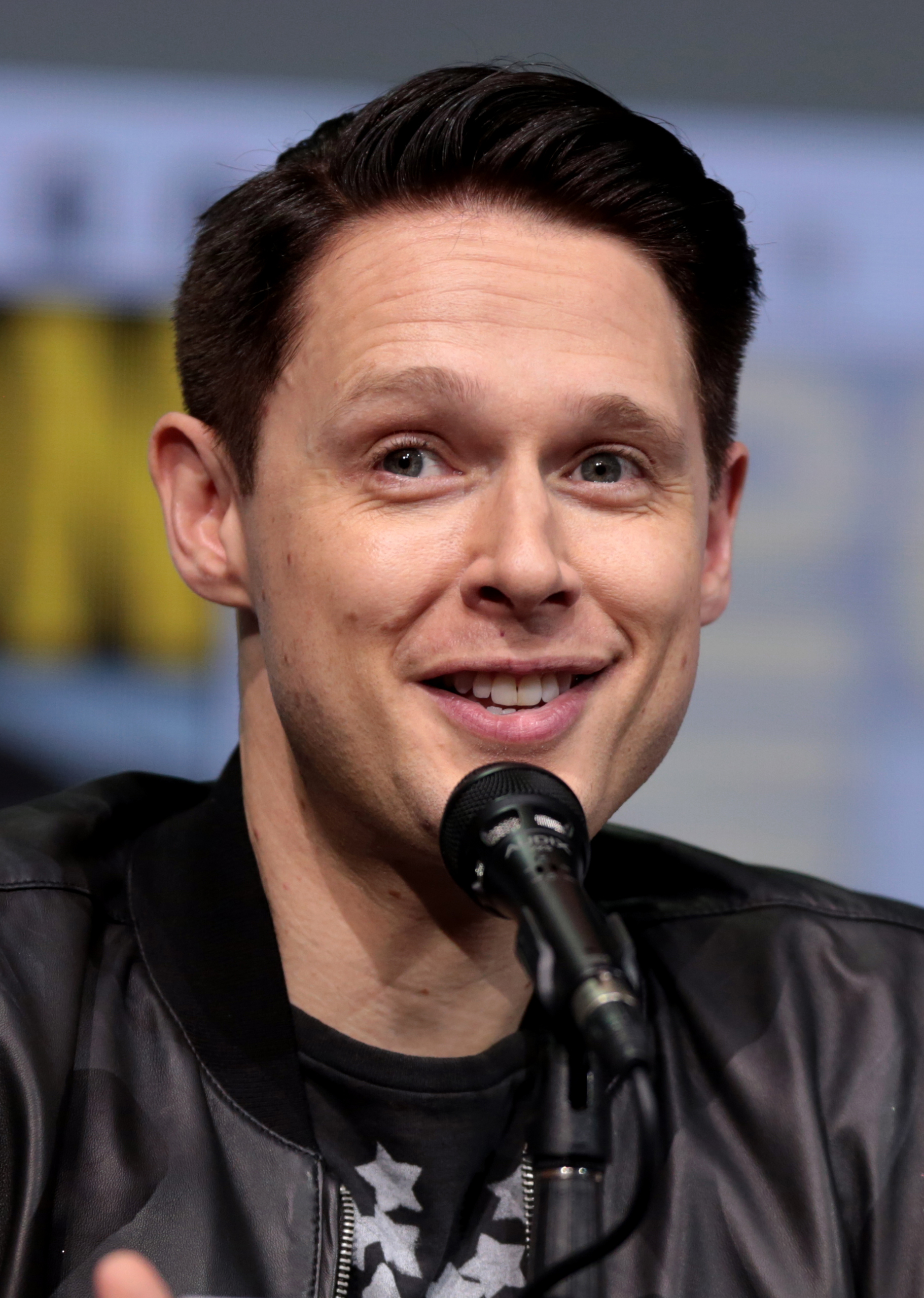
Samuel Barnett
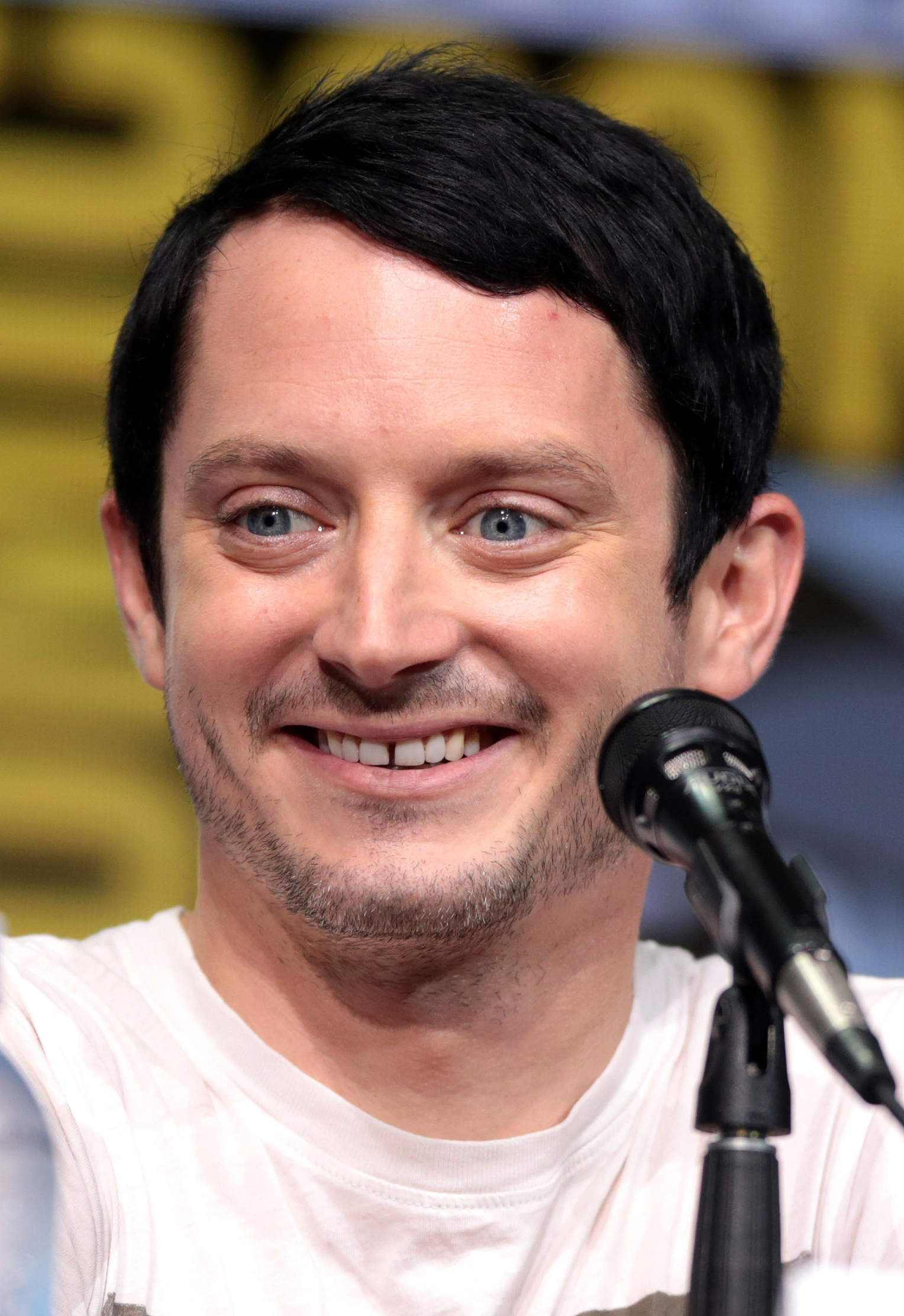
Elijah Wood
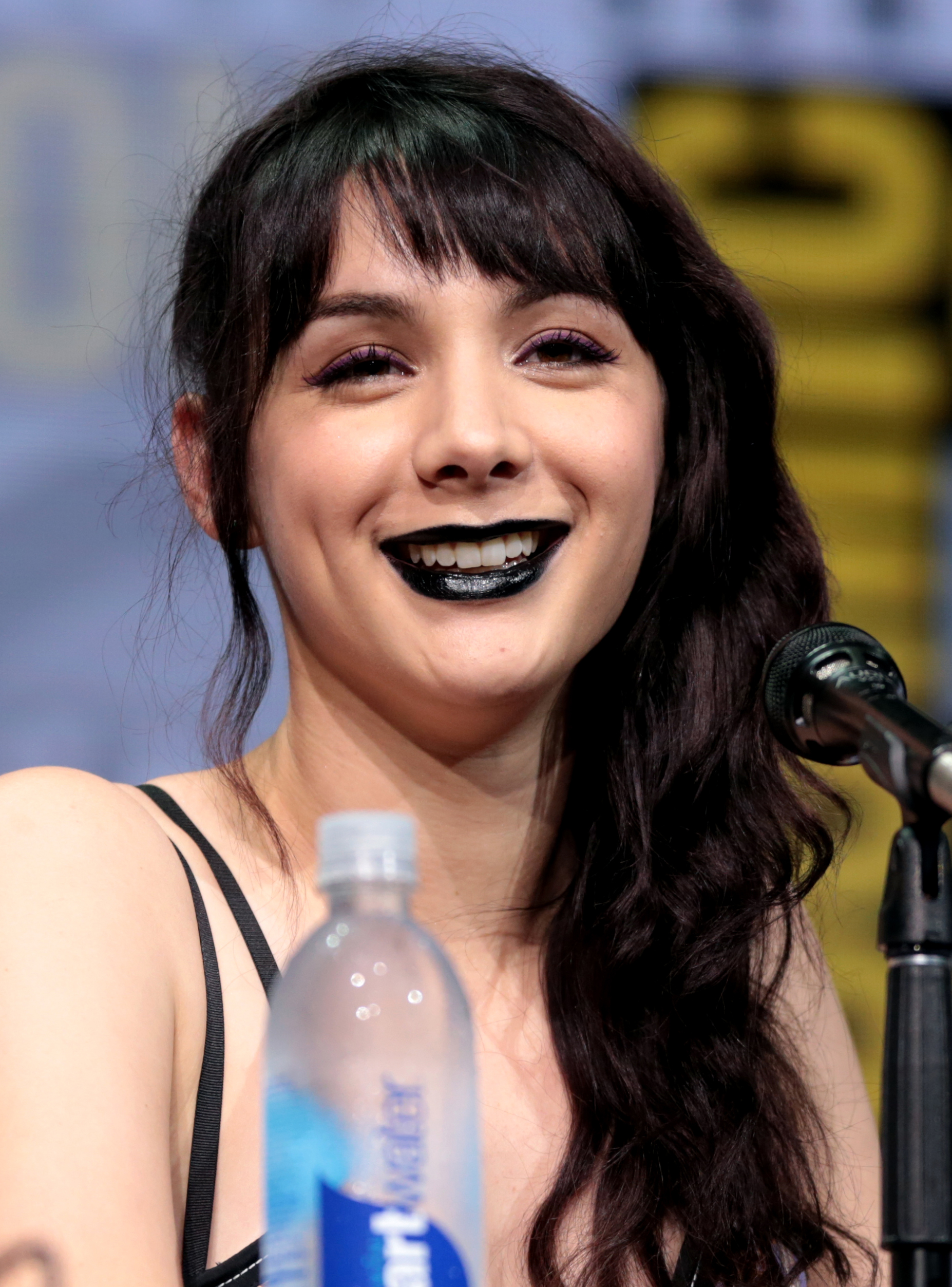
Hannah Marks
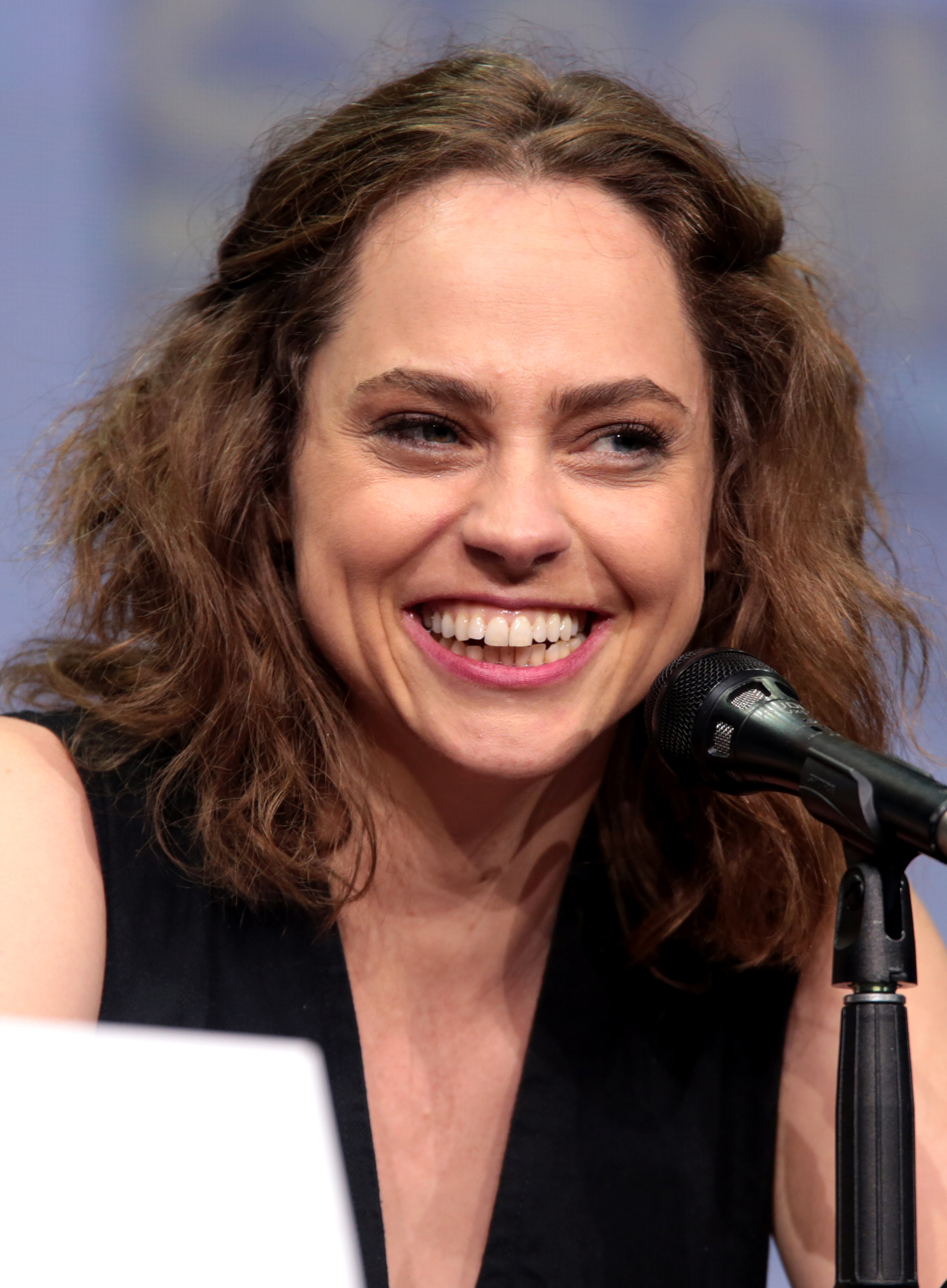
Fiona Dourif
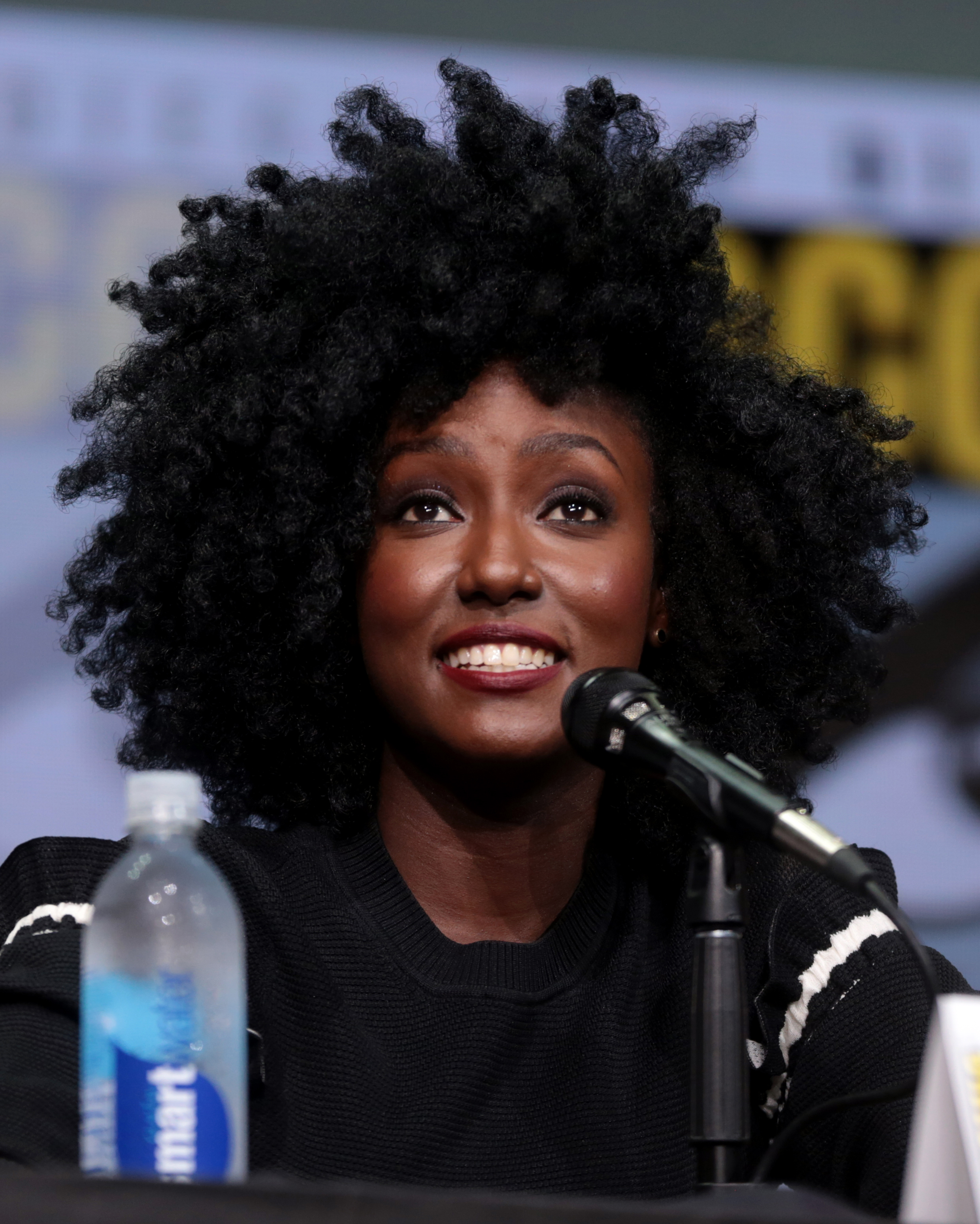
Jade Eshete
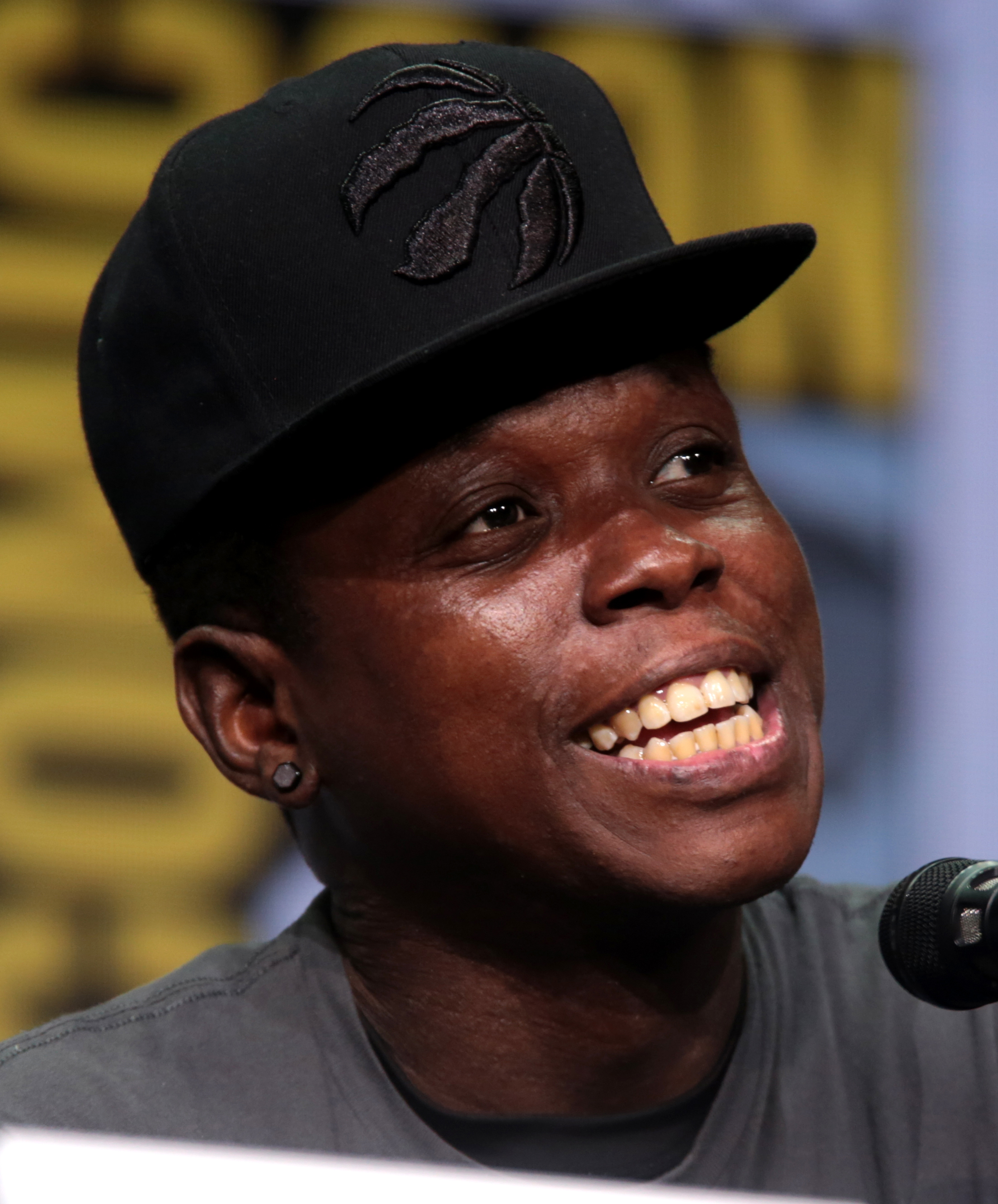
Mpho Koaho
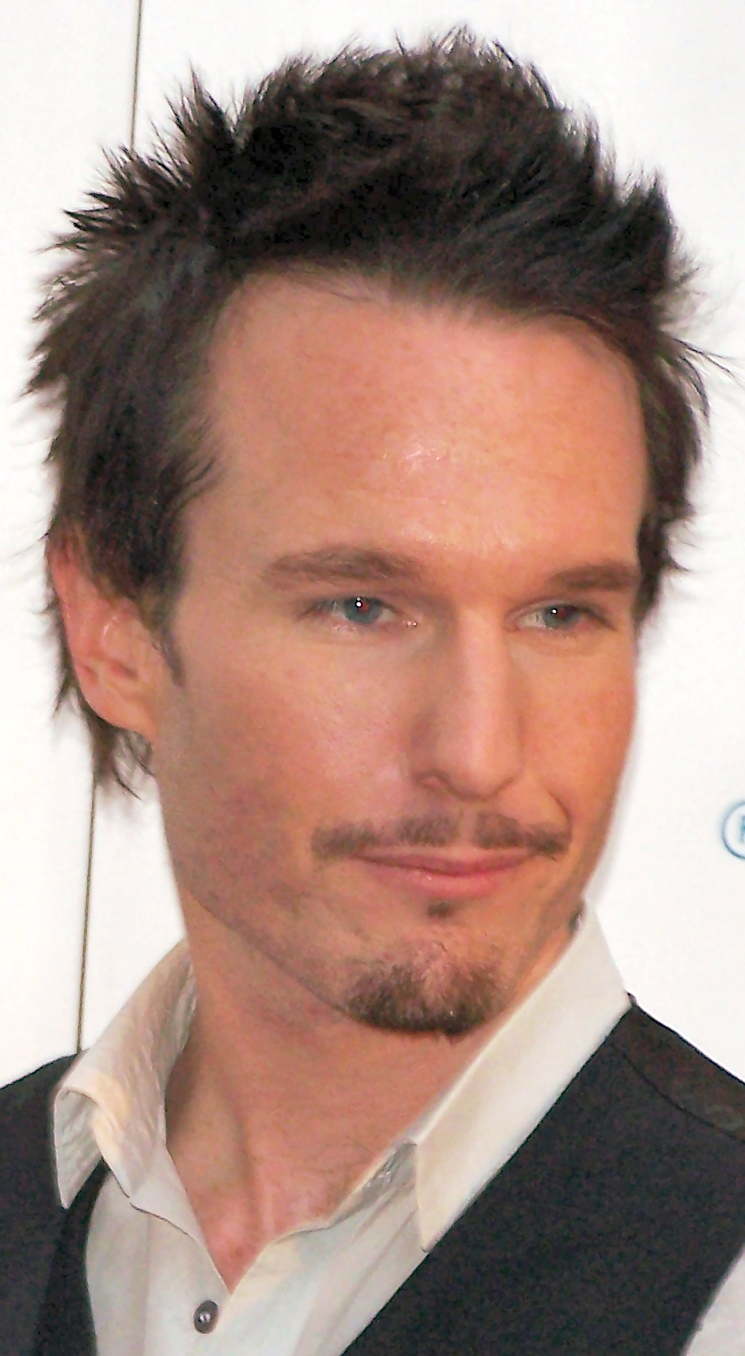
Michael Eklund
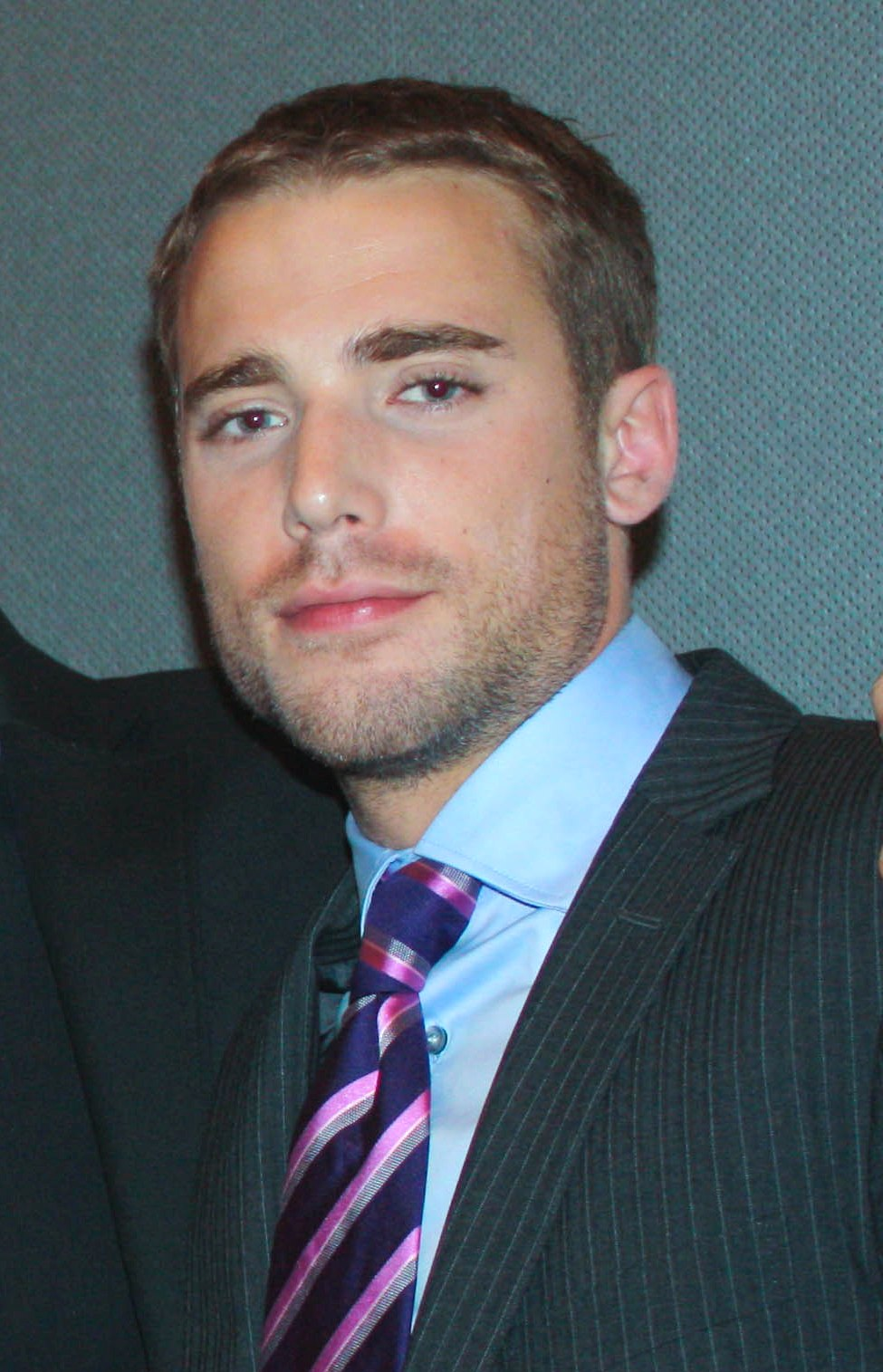
Dustin Milligan

### Ricorrenti
- Colonnello Scott Riggins (stagione 1), interpretato da Miguel Sandoval, doppiato da Gerolamo Alchieri: un agente governativo sulle tracce di Gently.
- Estevez (stagione 1), interpretato da Neil Brown Jr., doppiato da Riccardo Scarafoni: un detective che si occupa di persone scomparse, partner di Zimmerfield.
- Zimmerfield (stagione 1), interpretato da Richard Schiff, doppiato da Dario Penne: un detective che si occupa di persone scomparse, partner di Estevez.
- Gordon Rimmer (stagione 1), interpretato da Aaron Douglas, doppiato da Paolo Marchese; l'identità attuale di un criminale che, utilizzando parte della macchina di Webb, scambia le anime degli umani con quelle di animali al fine di ricattare la famiglia delle vittime. Si scoprirà che è parte di un gruppo hippie che crede che le trasformazioni siano dovute a poteri metafisici ai quali lui e la sua banda sono devoti, ma col tempo sospetterà che ciò non è vero.
- Lux Dujuor (stagione 1), interpretato da Mackenzie Gray, doppiato da Roberto Draghetti: Gordon Rimmer per un lasso di tempo è stato nel corpo di Lux Dujour, una rock star dalla fisionomia simile a Mick Jagger, durante il quale il cantante ha trovato il successo, per poi essere scambiato in un altro corpo da Rainey per punizione (quello di Gordon Rimmer).
- Jake Rainey (stagione 1), interpretato da Jessica Lowndes (corpo attuale), Shane Nicely (corpo in cui ha vissuto negli anni '80), Matthew Bissett (corpo originale): è a capo della "Banda della Macchina", di cui fa parte Gordon Rimmer. Si fa chiamare "Anima Suprema".
- Lydia Spring (stagione 1), interpretata da Alison Thornton: è la figlia di Edgar Spring che è stata rapita da Gordon Rimmer, che trasferirà l'anima nel corpo del suo cagnolino. Verrà utilizzata da Rimmer per ricattare il padre per ottenere l'altra parte della macchina (che loro conoscono solo come invertitore di anime), ma finirà in una mattanza in cui Edgar perirà. Verrà salvata da Dirk e Todd e per questo attraverso Farah gli darà i soldi per aprire una loro agenzia.
- Zackariah Webb/Edgar Spring/Patrick Spring (stagione 1), interpretato da Julian McMahon, doppiato da Roberto Certomà: Webb è l'inventore della macchina del tempo la cui banda della macchina utilizzerà per invertire le anime. Webb salterà nel futuro e utilizzerà prima l'identità di Edgar Spring e poi di Patrick Spring, che diventerà il padre di Lydia.
- Vogel (stagione 1), interpretato da Osric Chau, doppiato da Manuel Meli: è un membro del Trio Chiassoso.
- Gripps (stagione 1), interpretato da Viv Leacock, doppiato da Alessandro Rigotti: è un membro del Trio Chiassoso.
- Cross (stagione 1), interpretato da Zak Santiago, doppiato da Andrea MorettI: è un membro del Trio Chiassoso.
- Ed (stagione 1), interpretato da Christian Bako: è un membro della "Banda della Macchina" che fa capo a Gordon Rimmer.
- Zed (stagione 1), interpretato da Michael Adamthwaite: è un membro della "Banda della Macchina" che fa capo a Gordon Rimmer.
- Fred (stagione 1), interpretato da Jeremy Jones: è un membro della "Banda della Macchina" che fa capo a Gordon Rimmer. Dopo la cattura dell'agente Weedle, Rimmer trasferirà la sua anima nel corpo dell'agente dell'FBI.
- Weedle (stagione 1), interpretato da David Lewis, doppiato da David Chevalier: è un agente dell'FBI che verrà catturato da Gordon Rimmer e la cui anima verrà scambiata con quella di Fred.